# Hellen (cantora)
Hellen é uma cantora e compositora brasileira, nascida em Brasília. Com um contralto marcante e um estilo romântico, transmite sensibilidade e intensidade tanto em seu trabalho sonoro quanto visual. Sua carreira começou em 2017, quando utilizava o nome artístico Raquel Reis, lançando o álbum Quitinete e se apresentando em festivais no Centro-Oeste do Brasil.
Em 2022, adotou o nome artístico atual, Hellen. A partir daí, lançou diversos singles, incluindo parcerias com artistas importantes do cenário musical de Brasília, como o Bloco das Divinas Tetas. Em 2024 lançou o EP Quitinete Hellen's Version, revisitando o álbum original com releituras que conectam os dois momentos de sua trajetória artística. No mesmo ano, marcou sua estreia como Hellen no palco do Festival COMA, dividindo o line-up com artistas como Rachel Reis, Ana Frango Elétrico, Alceu Valença e Criolo.
Em 2025, Hellen lança seu disco de estreia com o nome atual, intitulado Tão Bom Se Apaixonar, com canções que exploram emoções, vulnerabilidades e histórias pessoais, consolidando sua nova fase artística.
Em junho do mesmo ano, lançou o single colaborativo Só Dá Você ao lado da cantora baiana Rachel Reis. A faixa recebeu destaque em veículos especializados na cena independente, como o Tenho Mais Discos Que Amigos! e o Tracklist, reforçando a proposta romântica e visual que marca esse momento de sua trajetória.
Ela se abre em memórias e canções altamente emotivas, com uma fragilidade que é bonita. Música é isso, certo?— Rolling Stone Brasil

## Discografia
Álbuns de estúdio
- Quitinete (2017) – Raquel Reis
- Tão Bom Se Apaixonar (2025) – Hellen

EPs
- Quitinete Hellen's Version (2024)

Singles
- Pro Meu Bloco Existir (2023) – com participação do Bloco das Divinas Tetas
- Você Já Sabe (2023)
- Coisa de Cinema (2024) – com participação de Haniel Tenório
- Sessão da Tarde (2024) – com participação de Lucas Maranhão
- FM Nosso Amor (2024)
- Tão Bom Se Apaixonar (2025)
- Só Dá Você (2025) – com participação de Rachel Reis